# Isayah Boers
Isayah Boers (* 16. Juni 1999) ist ein niederländischer Leichtathlet, der sich auf den Sprint spezialisiert hat.

## Sportliche Laufbahn
Erste internationale Erfahrungen sammelte Isayah Boers im Jahr 2017, als er bei den U20-Europameisterschaften in Grosseto mit 21,48 s im Halbfinale im 200-Meter-Lauf ausschied. Im Jahr darauf schied er bei den U20-Weltmeisterschaften in Tampere mit 10,55 s im Semifinale über 100 Meter aus und 2019 kam er bei den U23-Europameisterschaften in Gävle mit der niederländischen 4-mal-100-Meter-Staffel nicht ins Ziel. 2021 siegte er in 45,92 s bei der Gala dei Castelli im 400-Meter-Lauf und im Jahr darauf schied er bei den Hallenweltmeisterschaften in Belgrad mit 47,07 s in der ersten Runde aus. Zudem verhalf er der 4-mal-400-Meter-Staffel zum Finaleinzug und trug damit zum Gewinn der Bronzemedaille durch die niederländische Mannschaft bei. Im Juli schied er bei den Weltmeisterschaften in Eugene mit der Staffel mit 3:03,14 min im Vorlauf aus und anschließend belegte er bei den Europameisterschaften in München in 3:01,34 min den fünften Platz.
2023 schied er bei den Halleneuropameisterschaften in Istanbul mit 47,39 s im Halbfinale über 400 Meter aus und mit der Staffel gewann er in 3:06,59 min gemeinsam mit Isaya Klein Ikkink, Ramsey Angela und Liemarvin Bonevacia die Bronzemedaille hinter den Teams aus Belgien und Frankreich. Im Juni wurde er bei der 1. Liga der Team-Europameisterschaft im Rahmen der Europaspiele in Chorzów in 3:20,40 min Achter in der Mixed-Staffel. Im August belegte er bei den Weltmeisterschaften in Budapest mit 3:00,40 min im Finale den sechsten Platz. Bei den World Athletics Relays 2024 in Nassau wurde er in 3:11,45 min Zweiter in der Finalrunde in der Mixed-Staffel hinter dem Team aus den Vereinigten Staaten und sicherte damit dem niederländischen Team einen Startplatz bei den Olympischen Spielen in Paris. Anschließend verpasste er bei den Europameisterschaften in Rom mit 3:03,50 min den Finaleinzug mit der Männerstaffel.
2023 wurde Boers niederländischer Hallenmeister im 400-Meter-Lauf.

## Persönliche Bestleistungen
- 100 Meter: 10,46 s (+1,4 m/s), 30. Juni 2019 in La Chaux-de-Fonds
- 200 Meter: 20,85 s (−0,3 m/s), 14. August 2021 in La Chaux-de-Fonds
  - 200 Meter (Halle): 20,89 s, 11. Februar 2023 in Metz
- 400 Meter: 45,42 s, 2. Juli 2023 in La Chaux-de-Fonds
  - 400 Meter (Halle): 45,72 s, 19. Februar 2023 in Apeldoorn